# Wargaming
Wargaming.net — компанія яка розробляє і видає відеоігри на ринку free-to-play MMO. Штаб-квартира компанії розташована в Кіпрі, Нікосія. Центри розробок компанії розташовані в Києві, Вільнюсі, Празі та двох містах США.

## Історія компанії
Компанія була заснована 1998 року. Станом на червень 2012 року штат співробітників Wargaming.net налічував близько 1200 осіб по всьому світу і з них близько 400 осіб в Мінську

### Хронологія
- У 2000 році вийшла перша гра компанії — DBA Online. У 2003 році вийшла гра Massive Assault, потім у 2004—2006 роках випускалися її продовження.
- У 2007 році вийшла гра Galactic Assault: Prisoner of Power.
- У 2007 році Wargaming.net об'єдналася зі студією-розробником Arise,[1], і в результаті спільної роботи вийшла гра Операція Багратіон[6].
- У 2010 році Wargaming.net випустила free-to-play MMO — World of Tanks, що завоювала згодом безліч нагород і стала основним проєктом компанії.
- У червні 2012 року компанія Wargaming.net анонсувала новий сервіс[7], який містить ігри військової MMO-серії: World of Tanks, World of Warplanes та World of Warships. Сервіс Wargaming.net стане центром нового ММО-всесвіту з єдиною точкою входу — порталом wargaming.net. Зі стартом ігрового сервісу й оновленого сайту компанії гравці отримають Wargaming.net ID, що надаватиме доступ до усіх проєктів і сервісів компанії, а також можливість OpenID-аутентифікації на партнерських та фан-ресурсах.
- 7 серпня 2012 було оголошено, що компанія Wargaming.net придбала за 45 мільйонів доларів компанію BigWorld Pty Ltd[8][9].
- 29 січня 2013 Wargaming.net придбала за 20 мільйонів доларів Day 1 Studios і перейменувала її в Wargaming West.
- 14 лютого 2013 Wargaming.net, оголосила про придбання студії Gas Powered Games, яка подарувала світу такі проєкти, як Supreme Commander, Dungeon Siege і Demigod.
- В лютому 2016 особисті статки Віктора Кислого, глави Wargaming.net оцінені в $ 1 млрд, а вартість його бізнесу в $ 1,5 млрд[10].
- У квітні 2021 року стало відомо, що Wargaming відкриває нову дочірню студію в місті Вільнюс, Литва, під керівництвом Тейна Лаймана (англ. Thaine Lyman)[11].
- У березні 2022 року Wargaming виділила 1 мільйон доларів США організації Червоний Хрест України медичні потреби українських лікарень та лікарів, а також потреби вимушених переселенців та іншу діяльність міжнародної гуманітарної організації[12].
- В квітні 2022 компанія оголосила про припинення діяльності на територіях в Росії та Білорусі через Російське вторгнення в Україну, а також оголосила про закриття офісу у Мінську[13].

Віктор Кислий контролює 64 % компанії, зареєстрованої на Кіпрі. Ще 25,5 % належить батькові нового білоруського мільярдера. У компанії 4 тис. співробітників на 4 континентах.
Виторг за 2015 рік склала $ 590 млн. Гра World of Tanks увійшла в книгу рекордів Гіннесса за кількістю гравців, одночасно присутніх на одному сервері: понад 190 тис. Зі 150 млн користувачів тільки третина припадає на СНД і Європу.

## Благодійність
Після повномаштабного вторгнення росіян в Україну компанія долучилася до низки проєктів з відновлення зруйнованих будівель.
З 18 жовтня по 1 листопада 2023 року компанія разом з фондом United24 в рамках проєкту WargamingUnited створила фірмові набори у своїх 6 іграх. 100 % коштів з проданих наборів будуть віддані фонду United24 на купівлю спеціалізованих реанімобілів типу С.
15 го липня компанія  🇺🇦 Wargaming виділила 4 мільйони гривень на допомогу лікарні «Охматдит»
Компанія долучилася до ініціативи підтримки лікарні «Охматдит», виділивши 4 мільйони гривень на відновлення після трагедії, що сталася 8 липня, коли Росія атакувала клініку ракетами Х-101

## Нагороди
- Найкраща стратегічна гра КРІ 2008 за гру «Операція Багратіон»[17]
- Найкраща компанія-розробник КРІ 2009
- Приз від преси КРІ 2009[18]
- Найкраща компанія-розробник КРІ 2010
- Найкраща клієнтська онлайн-гра КРІ 2010 за «World of Tanks»
- Найкраща гра КРІ 2011 за «World of Tanks»
- Приз глядацьких симпатій КРІ 2011 за «World of Tanks»
- Премія «Рунета» за «World of Tanks»
- Приз від індустрії КРІ 2011[19]
- Приз від індустрії КРІ 2012
- ЛКраща компанія-розробник КРІ 2012
- Найкраща клієнтська онлайн-гра КРІ 2012 за «World of Warplanes»
- Golden Joystick Awards 2012 в номінації «Найкраща MMO гра»
- Golden Joystick Awards 2013 в номінації «Найкраща ММО гра».
- Golden Joystick Awards 2018 в номінації «Найкраща ММО гра».